# Ljusne
Ljusne – miejscowość (tätort) w Szwecji, w regionie administracyjnym (län) Gävleborg, w gminie Söderhamn.
Według danych Szwedzkiego Urzędu Statystycznego liczba ludności wyniosła: 1946 (31 grudnia 2015), 2000 (31 grudnia 2018) i 2008 (31 grudnia 2019).